# Ramón Medina Bello
Ramón Medina Bello (Gualeguay, 1966. április 29. –) argentin válogatott labdarúgó.
Az argentin válogatott tagjaként részt vett az 1994-es világbajnokságon.

## Statisztika
| Argentin válogatott | Argentin válogatott | Argentin válogatott |
| Időszak             | Mérk.               | gól                 |
| ------------------- | ------------------- | ------------------- |
| 1991                | 4                   | 0                   |
| 1992                | 2                   | 1                   |
| 1993                | 8                   | 4                   |
| 1994                | 3                   | 0                   |
| Összesen            | 17                  | 5                   |